# Puntarenas

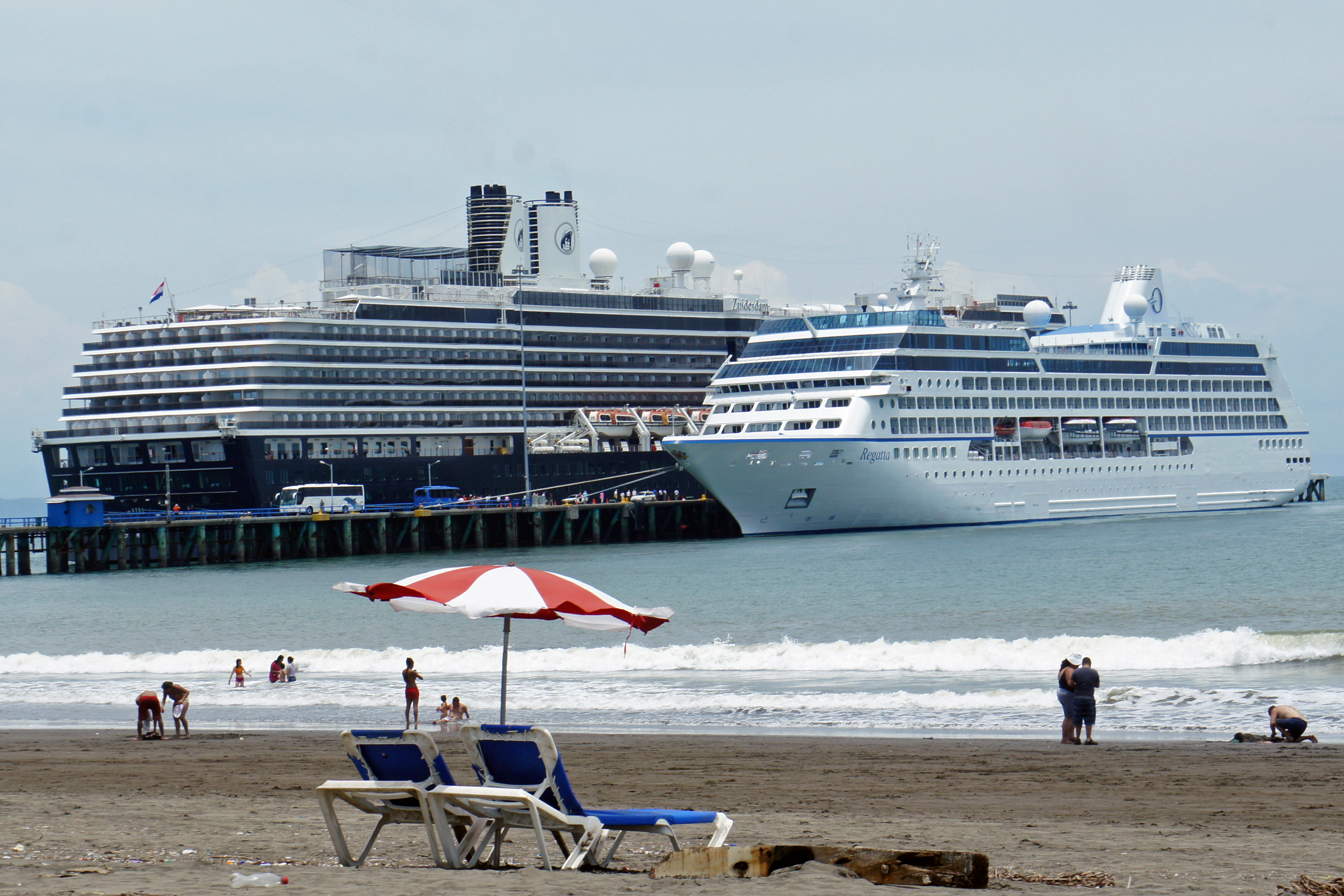
Cruzeiros no Porto de Puntarenas

Puntarenas é uma cidade da Costa Rica, capital e principal cidade da província de Puntarenas. 
É um dos principais portos do país e está localizada na costa do Oceano Pacífico. Um dos bairros de Puntarenas é Esparza, onde se localiza uma igreja localizada ao lado da praça principal de esparta. O sino antigo desta igreja acredita-se ter sido roubado e enterrado por piratas. Esparza não é um bairro muito grande mas mesmo assim é um ponto turístico para quem gosta de subúrbios e áreas verdes.
As praias de Puntarenas são lindas e algumas delas são feitas de magnetita.
A pesca na região é muito variada, sendo fácil encontrar desde linguados a enormes peixes-papagaios. No porto de Puntarenas atracam muitos navios de cruzeiros aumentando o comércio de souvenires costariquenhos.
É em Puntarenas que se localiza o manguezal de mate limon onde vários pescadores vão pescar ou apenas passear um pouco.
Puntarenas atrai muitos turistas, principalmente surfistas.
Puntarenas é uma das principais província da Costa Rica já que ocupa praticamente todo o litoral Pacifico do território nacional, alem disso sua economia é muito influente no PIB da Costa Rica.
- Latitude: 9° 58' 0" Norte
- Longitude: 84° 49' 60" Oeste
- Altitude: 0 metro

## Demografia
De acordo com o censo de 2000, Puntarenas possuía 32.460 habitantes, sua população estimada em 1 de Julho de 2004 era de 36.000 habitantes. A região metropolitana de Puntarenas possui cerca de 114.000 habitantes (estimativa 2005).

## História
Inicialmente conhecida por Bruselas, Puntarenas foi descoberta por Hernán Ponce de León em 1519. 